# Beverly Hills High School

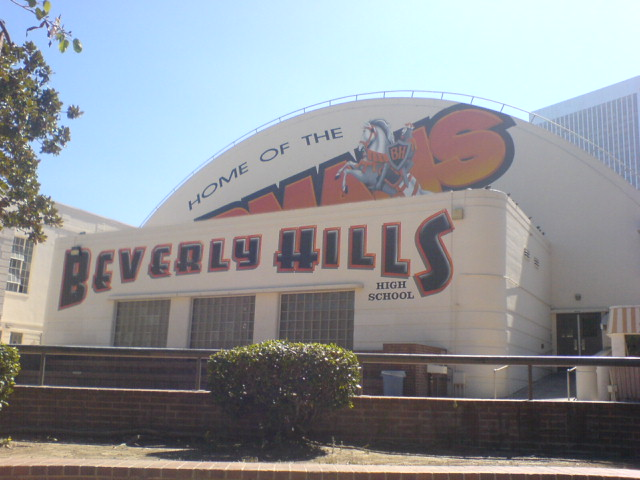
Beverly Hills High School

Beverly Hills High School (meestal afgekort als "Beverly" of als "BHHS") is de enige grote openbare middelbare school in Beverly Hills, Californië. 

## In populaire cultuur
Beverly Hills High School komt voor in verschillende films en tv-series zoals Clueless, Whatever it takes en It's a Wonderful Life. De voorkant van de school was te zien in de clip van Nickelback's van het lied Rockstar.

## Bekende (oud)leerlingen[1]
- Nicolas Cage, acteur
- Carrie Fisher, acteur
- Angelina Jolie, acteur
- Leny Kravitz, muzikant
- David Schwimmer, acteur
- Slash, muzikant
- Tori Spelling, acteur
- Betty White, acteur